# Mercedes-Benz K4A 025
Mercedes-Benz K4A 025 ist die Modellbezeichnung des ersten bei Mercedes-Benz entwickelten und in Serie produzierten automatischen Getriebes für PKW. Das von Mercedes-Benz so genannte „Automatische DB-Getriebe“ wurde erstmals ab April 1961 auf Sonderwunsch für den 220 SE der Baureihe W 111 angeboten, im Verlauf in die gesamte Fahrzeugpalette übernommen und ab 1967 durch das Nachfolgemodell K4C 025 ersetzt.
| GangModell | R      | 1     | 2    | 3     | 4 | Sprei- zung | Zen- trum | Gang- stufe | Komponenten                       |
| ---------- | ------ | ----- | ---- | ----- | - | ----------- | --------- | ----------- | --------------------------------- |
|            |        |       |      |       |   |             |           |             |                                   |
| K4A 025    | −4,145 | 3,979 | 2,52 | 1,579 | 1 | 3,979       | 1,995     | 1,585       | 2 Radsätze 3 Bremsen 3 Kupplungen |
|            |        |       |      |       |   |             |           |             |                                   |
| 1.         |        |       |      |       |   |             |           |             |                                   |
|            |        |       |      |       |   |             |           |             |                                   |

## Bedarf
Die Notwendigkeit eines eigenen automatischen Getriebes ergab sich aus Mangel an geeigneten Getrieben für die Mercedes-Benz Pkw der frühen 1960er Jahre. Während der 300d "Adenauer" mit einem US-amerikanischen Borg-Warner DG 150M mit drei Gängen lieferbar war, funktionierte dieses Getriebe in den hubraumschwächeren (eigentlich drehmomentschwächeren) Fahrzeugen nicht zufriedenstellend. Da die USA ein wichtiger Absatzmarkt waren, entwickelte Mercedes-Benz für seine Pkw-Modellpalette ein automatisches Getriebe im eigenen Hause.

## Allgemeine Eigenschaften

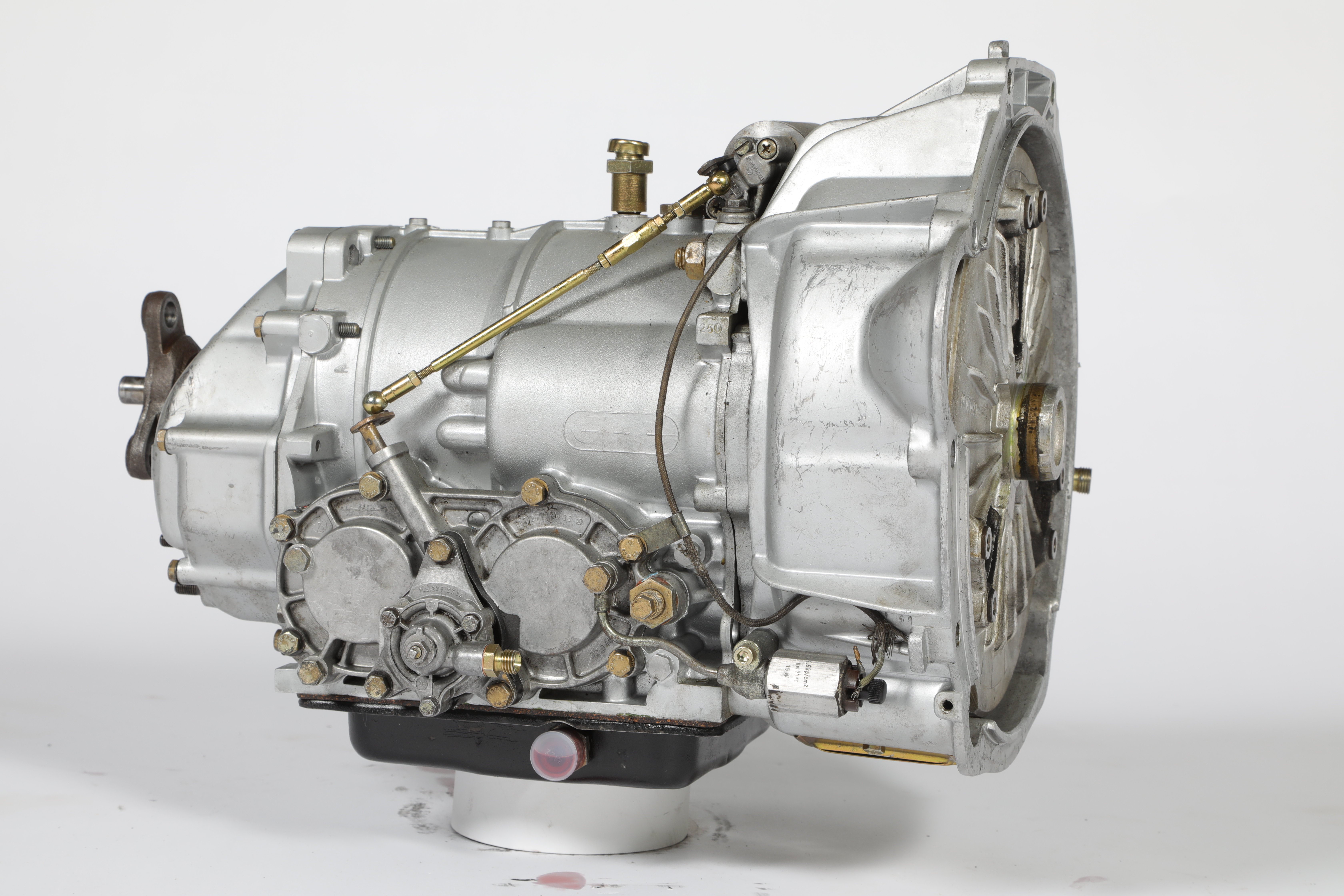
K4A 025, Ansicht von rechts

Beim K4A 025 handelt es sich um ein automatisches Vierganggetriebe mit vorgeschalteter hydraulischer Kupplung nach dem Föttinger-Prinzip. Der Triebling besteht aus zwei Planetenradsätzen und sechs Schaltelementen, und zwar drei Lamellenkupplungen und drei Bremsbänder. Die Bezeichnung K4A 025 ist die hausinterne Modellbezeichnung und beschreibt die technischen Kenndaten K (Kupplung), 4 (vier Gänge), Ausführung A. Die Ziffer 025 steht für das maximale Eingangsdrehmoment von 25 kp•m (ca. 245 Nm). Das Getriebe war in zahlreichen Ausführungen für Benzin- und Dieselmotoren erhältlich und wurde von Mercedes-Benz in seiner Regelcharakteristik individuell auf den jeweiligen Fahrzeugtyp abgestimmt. Das Gewicht beträgt 50 kg. Das Gehäuse ist vollständig aus Aluminium gefertigt.

## Technische Details und Aufbau

### Hydraulische Kupplung
Die hydraulische Kupplung besteht aus einer Primär- und Sekundärschale. Die Primärschale ist an der Schwungscheibe des Antriebsmotors angeschraubt und dreht immer mit Motordrehzahl. Die Sekundärschale ist fest mit dem Sonnenrad des vorderen Planetenradsatzes verbunden und überträgt das Antriebsdrehmoment auf das Getriebe. Die hydraulische Kupplung ist eine ideale Anfahrkuppplung, sie lässt eine stufenlose Drehzahlwandlung zu. Während im Stand die Primärschale rotiert und die Sekundärschale stillsteht (Schlupf = 100 %), holt sie beim Anfahren schnell die Drehzahl auf und erreicht bei gleichmäßiger Fahrt in der Ebene bis zu 98 % Wirkungsgrad. Die Verlustleistung wird in Wärme umgewandelt und an das Öl abgegeben. Die Kupplung ist aus Aluminium gefertigt, nur beim 280 SL "Pagode" und dem 300 SEL 2.8 wurde ab 1968 eine hydraulische Kupplung aus Stahl eingesetzt.

### Getriebe
Das Getriebe ist ein 4-Gang-2-Gruppen-Planetengetriebe. Das Radsatzkonzept besteht aus zwei hintereinandergeschalteten Planetenradsätzen mit darin befindlichen Lamellenkupplungen. Um die Trommeln der Radsätze liegen die Bremsbänder. Durch gezieltes Öffnen und Schließen der Servoglieder werden vier Vorwärtsgänge und ein Rückwärtsgang geschaltet.
| Mit Bewertung                                                                  | Mit Bewertung              | Planetenradsatz: Zähne | Planetenradsatz: Zähne | Anzahl | Gesamt Zentrum                                                                          | Durch- schnitt                                                                          |
| ------------------------------------------------------------------------------ | -------------------------- | --- | --- | --- | --------------------------------------------------------------------------------------- | --------------------------------------------------------------------------------------- |
|                                                                                |                            | | | |                                                                                         |                                                                                         |
| Modell Baureihe                                                                | Version Erstaus- lieferung | S1 R1 | S2 R2 | Bremsen Kupplungen | Sprei- zung                                                                             | Gang- stufe                                                                             |
| Über- setzung                                                                  |                            | R {\displaystyle {i_{R}}} | 1 {\displaystyle {i_{1}}} | 2 {\displaystyle {i_{2}}} | 3 {\displaystyle {i_{3}}}                                                               | 4 {\displaystyle {i_{4}}}                                                               |
| Stufe                                                                          |                            | {\displaystyle -{\tfrac {i_{R}}{i_{1}}}}                                                                                       | {\displaystyle {\tfrac {i_{1}}{i_{1}}}}                                                                                                  | {\displaystyle {\tfrac {i_{1}}{i_{2}}}}                                                                                                  | {\displaystyle {\tfrac {i_{2}}{i_{3}}}}                                                 | {\displaystyle {\tfrac {i_{3}}{i_{4}}}}                                                 |
| Δ Stufe                                                                        |                            | | | {\displaystyle {\tfrac {i_{1}}{i_{2}}}:{\tfrac {i_{2}}{i_{3}}}}                                                                          | {\displaystyle {\tfrac {i_{2}}{i_{3}}}:{\tfrac {i_{3}}{i_{4}}}}                         |                                                                                         |
| Wellen- drehzahl                                                               |                            | {\displaystyle {\tfrac {i_{1}}{i_{R}}}}                                                                                        | {\displaystyle {\tfrac {i_{1}}{i_{1}}}}                                                                                                  | {\displaystyle {\tfrac {i_{1}}{i_{2}}}}                                                                                                  | {\displaystyle {\tfrac {i_{1}}{i_{3}}}}                                                 | {\displaystyle {\tfrac {i_{1}}{i_{4}}}}                                                 |
| Δ Wellen- drehzahl                                                             |                            | {\displaystyle 0-{\tfrac {i_{1}}{i_{R}}}}                                                                                      | {\displaystyle {\tfrac {i_{1}}{i_{1}}}-0}                                                                                                | {\displaystyle {\tfrac {i_{1}}{i_{2}}}-{\tfrac {i_{1}}{i_{1}}}}                                                                          | {\displaystyle {\tfrac {i_{1}}{i_{3}}}-{\tfrac {i_{1}}{i_{2}}}}                         | {\displaystyle {\tfrac {i_{1}}{i_{4}}}-{\tfrac {i_{1}}{i_{3}}}}                         |
| spezifisches Drehm.                                                            |                            | {\displaystyle {\tfrac {T_{2;R}}{T_{1;R}}}}                                                                                    | {\displaystyle {\tfrac {T_{2;1}}{T_{1;1}}}}                                                                                              | {\displaystyle {\tfrac {T_{2;2}}{T_{1;2}}}}                                                                                              | {\displaystyle {\tfrac {T_{2;3}}{T_{1;3}}}}                                             | {\displaystyle {\tfrac {T_{2;4}}{T_{1;4}}}}                                             |
| Wirkungs- grad                                                                 |                            | ηR | η1 | η2 | η3                                                                                      | η4                                                                                      |
|                                                                                |                            | | | |                                                                                         |                                                                                         |
| K4A 025 —                                                                      | 25 kpm 1961                | 50 76 | 44 76 | 3 | 3,9789 1,9947                                                                           | 1,5846                                                                                  |
| Über- setzung                                                                  |                            | −4,1455 {\displaystyle -{\tfrac {228}{55}}}                                                                                    | 3,9789 {\displaystyle {\tfrac {378}{95}}}                                                                                                | 2,52 {\displaystyle {\tfrac {63}{25}}}                                                                                                   | 1,5789 {\displaystyle {\tfrac {30}{19}}}                                                | 1,0000 {\displaystyle {\tfrac {1}{1}}}                                                  |
| Stufe                                                                          |                            | 1,0418 | 1,0000 | 1,5789 | 1,5960                                                                                  | 1,5789                                                                                  |
| Δ Stufe                                                                        |                            | | | 0,9893 | 1,0108                                                                                  |                                                                                         |
| Drehzahl                                                                       |                            | −0,9598 | 1,0000 | 1,5789 | 2,5200                                                                                  | 3,9789                                                                                  |
| Δ Drehzahl                                                                     |                            | 0,9598 | 1,0000 | 0,5789 | 0,9411                                                                                  | 1,4589                                                                                  |
| spezifisches Drehm.                                                            |                            | −4,0118 −3,9447 | 3,9025 3,8640 | 2,4898 2,4744 | 1,5674 1,5616                                                                           | 1,0000                                                                                  |
| Wirkungs- grad                                                                 |                            | 0,9677 0,9516 | 0,9808 0,9711 | 0,9880 0,9819 | 0,9927 0,9890                                                                           | 1,0000                                                                                  |
|                                                                                |                            | | | |                                                                                         |                                                                                         |
| Übersetzg. R & Gerade elementar notiert                                        |                            | {\displaystyle -{\tfrac {R_{1}(S_{2}+R_{2})}{S_{1}S_{2}}}} {\displaystyle -{\tfrac {R_{1}}{S_{1}}}(1+{\tfrac {R_{2}}{S_{2}}})} | {\displaystyle -{\tfrac {R_{1}(S_{2}+R_{2})}{S_{1}S_{2}}}} {\displaystyle -{\tfrac {R_{1}}{S_{1}}}(1+{\tfrac {R_{2}}{S_{2}}})}           | {\displaystyle {\tfrac {S_{1}+R_{1}}{S_{1}}}} {\displaystyle 1+{\tfrac {R_{1}}{S_{1}}}}                                                  | {\displaystyle {\tfrac {S_{1}+R_{1}}{S_{1}}}} {\displaystyle 1+{\tfrac {R_{1}}{S_{1}}}} | {\displaystyle {\tfrac {1}{1}}}                                                         |
| Übersetzg. Ungerade elementar notiert                                          |                            | | {\displaystyle {\tfrac {(S_{1}+R_{1})(S_{2}+R_{2})}{S_{1}R_{2}}}} {\displaystyle (1+{\tfrac {R_{1}}{S_{1}}})(1+{\tfrac {S_{2}}{R_{2}}})} | {\displaystyle {\tfrac {(S_{1}+R_{1})(S_{2}+R_{2})}{S_{1}R_{2}}}} {\displaystyle (1+{\tfrac {R_{1}}{S_{1}}})(1+{\tfrac {S_{2}}{R_{2}}})} | {\displaystyle {\tfrac {S_{2}+R_{2}}{R_{2}}}} {\displaystyle 1+{\tfrac {S_{2}}{R_{2}}}} | {\displaystyle {\tfrac {S_{2}+R_{2}}{R_{2}}}} {\displaystyle 1+{\tfrac {S_{2}}{R_{2}}}} |
| spez. Drehm. R & Gerade                                                        | η0 {\displaystyle =n_{0}}  | {\displaystyle -{\tfrac {R_{1}}{S_{1}}}n_{0}(1+{\tfrac {R_{2}}{S_{2}}}n_{0})}                                                  | {\displaystyle -{\tfrac {R_{1}}{S_{1}}}n_{0}(1+{\tfrac {R_{2}}{S_{2}}}n_{0})}                                                            | {\displaystyle 1+{\tfrac {R_{1}}{S_{1}}}n_{0}}                                                                                           | {\displaystyle 1+{\tfrac {R_{1}}{S_{1}}}n_{0}}                                          | {\displaystyle {\tfrac {1}{1}}}                                                         |
| spez. Drehm. Ungerade                                                          | η0 {\displaystyle =n_{0}}  | η0 {\displaystyle =n_{0}} | {\displaystyle (1+{\tfrac {R_{1}}{S_{1}}}n_{0})(1+{\tfrac {S_{2}}{R_{2}}}n_{0})}                                                         | {\displaystyle (1+{\tfrac {R_{1}}{S_{1}}}n_{0})(1+{\tfrac {S_{2}}{R_{2}}}n_{0})}                                                         | {\displaystyle 1+{\tfrac {S_{2}}{R_{2}}}n_{0}}                                          | {\displaystyle 1+{\tfrac {S_{2}}{R_{2}}}n_{0}}                                          |
| Algebra und betätigte Schaltelemente                                           |                            | | | |                                                                                         |                                                                                         |
| Bremse A                                                                       |                            | | ❶ | ❶ |                                                                                         |                                                                                         |
| Bremse B                                                                       |                            | | ❶ | | ❶                                                                                       |                                                                                         |
| Bremse R                                                                       |                            | ❶ | | |                                                                                         |                                                                                         |
| Kupplung D                                                                     |                            | | | | ❶                                                                                       | ❶                                                                                       |
| Kupplung E                                                                     |                            | ❶ | | |                                                                                         |                                                                                         |
| Kupplung F                                                                     |                            | | | ❶ |                                                                                         | ❶                                                                                       |
|                                                                                |                            | | | |                                                                                         |                                                                                         |
| 1. 2. 3. 4. 5. 6. 7. 8. 9. 10. 11. 12. 13. 14. 15. 16. 17. 18. 19. 20. 21. 22. |                            | | | |                                                                                         |                                                                                         |
|                                                                                |                            | | | |                                                                                         |                                                                                         |

### Vorderer Deckel
Der vordere Deckel dichtet das Getriebe nach vorne gegen die Kupplung ab und beherbergt die Primärölpumpe, die über die Primärschale der hydraulischen Kupplung angetrieben wird. Die Primärpumpe ist eine innenverzahnte Zahnradpumpe. Sie liefert bei laufendem Motor im Stand, bei niedrigen Geschwindigkeiten und beim Rückwärtsfahren den für die Funktion benötigten Öldruck, und zwar so lange, bis die Sekundärpumpe am Getriebeausgang genug Förderleistung liefert. Sobald die Sekundärpumpe die Ölversorgung sicherstellt, fördert die Primärpumpe, mittels hydraulischer Ventile gesteuert, ins Leere.

### Hinterer Deckel

#### Aufbau
Im hinteren Gehäusedeckel befinden sich die Sekundärpumpe, die Reglerpumpe, und der Stufendruckgeber. Diese drei Aggregate werden von einer gemeinsamen Welle angetrieben.

#### Sekundärpumpe
Die Sekundärpumpe ist eine außenverzahnte Zahnradpumpe. Sie übernimmt ab einer bestimmten Fahrgeschwindigkeit die komplette Ölversorgung des Getriebes.

#### Reglerpumpe
Die Reglerpumpe liefert während der Fahrt den nötigen Öldruck für den Stufendruckgeber, der für den Schaltablauf mit verantwortlich ist.

#### Stufendruckgeber
Der Stufendruckgeber ist ein Fliehkraftregler. In Abhängigkeit der Abtriebsdrehzahl werden vier Fliehkraftventile mit unterschiedlicher Federstärke geschlossen und regeln so den Schaltablauf.

### Regelung

#### Einflussgrößen
Das Getriebe regelt den Schaltablauf abhängig von Fahrpedalstellung (= Last) und Geschwindigkeit automatisch. Dabei ergibt hohe Last ein späteres Hochschalten, weniger Last ein früheres Hochschalten. Der Punkt des Hochschaltens lässt sich beliebig mit dem Fahrpedal verschieben. Ein manueller Schalteingriff ist über den Wählhebel jederzeit möglich.

#### Modulierdruckgeber
Der Modulierdruckgeber ist auf der rechten Getriebeseite angebracht und besteht aus einem Membrangeber, der in Abhängigkeit vom Unterdruck im Saugrohr des Motors den Schaltablauf beeinflusst. Hierzu ist eine Vakuumkapillare vom Motor zum Getriebe vorhanden. Der Modulierdruckgeber bekommt über den Unterdruck im Ansaugrohr des Motors das Motordrehmoment übermittelt. Der Modulierdruckgeber betätigt einen Steuerstift, der im Schaltschiebergehäuse die Schaltpunkte im Schaltablauf je nach Lastzustand verschiebt.
Am Modulierdruckgeber ist eine Schaltstange angebracht, die von einem Doppelhubmagneten in zwei Grenzpositionen gebracht werden kann. Die eine Grenzstellung ist der Leerlauf, hierzu ist ein elektrischer Schalter an der Drosselklappe angebracht, der bei geschlossener Klappe ein Leerlaufsignal an den Doppelhubmagneten übermittelt und dadurch der Modulierdruck in den Grunddruck abfällt. Dadurch wird die Kriechneigung im Leerlauf stark vermindert. Die andere Grenzposition ist der Übergasdruck, drückt man das Fahrpedal über seinen Anschlag hinaus, wird am Fahrzeugboden ein elektrischer Kontakt geschlossen, der dafür sorgt, dass der Modulierdruck schlagartig auf den Höchstdruck gebracht wird und somit ein spontanes Durchbeschleunigen, ggf. mit einer damit verbundenen Übergasrückschaltung (= "Kickdown") ermöglicht. Hält man das Fahrpedal in der Übergasposition, wird der nächsthöhere Gang erst bei Erreichen der Nenndrehzahl der Motorhöchstleistung eingelegt.

#### Schaltschiebergehäuse
In der Ölwanne befinden sich das Schaltschiebergehäuse und der Ölfilter. Das Schaltschiebergehäuse ist das eigentliche Steuerungsorgan des Getriebes und besteht aus drei Bauteilen. Ein vom Fahrpedal oder Stufendruckgeber eingeleitetes Signal wird dort hydraulisch über Federn und Schieber verarbeitet, innerhalb kürzester Zeit auf die Servoglieder weitergeleitet und bewirkt die Schaltabläufe.

### Betriebsstoff

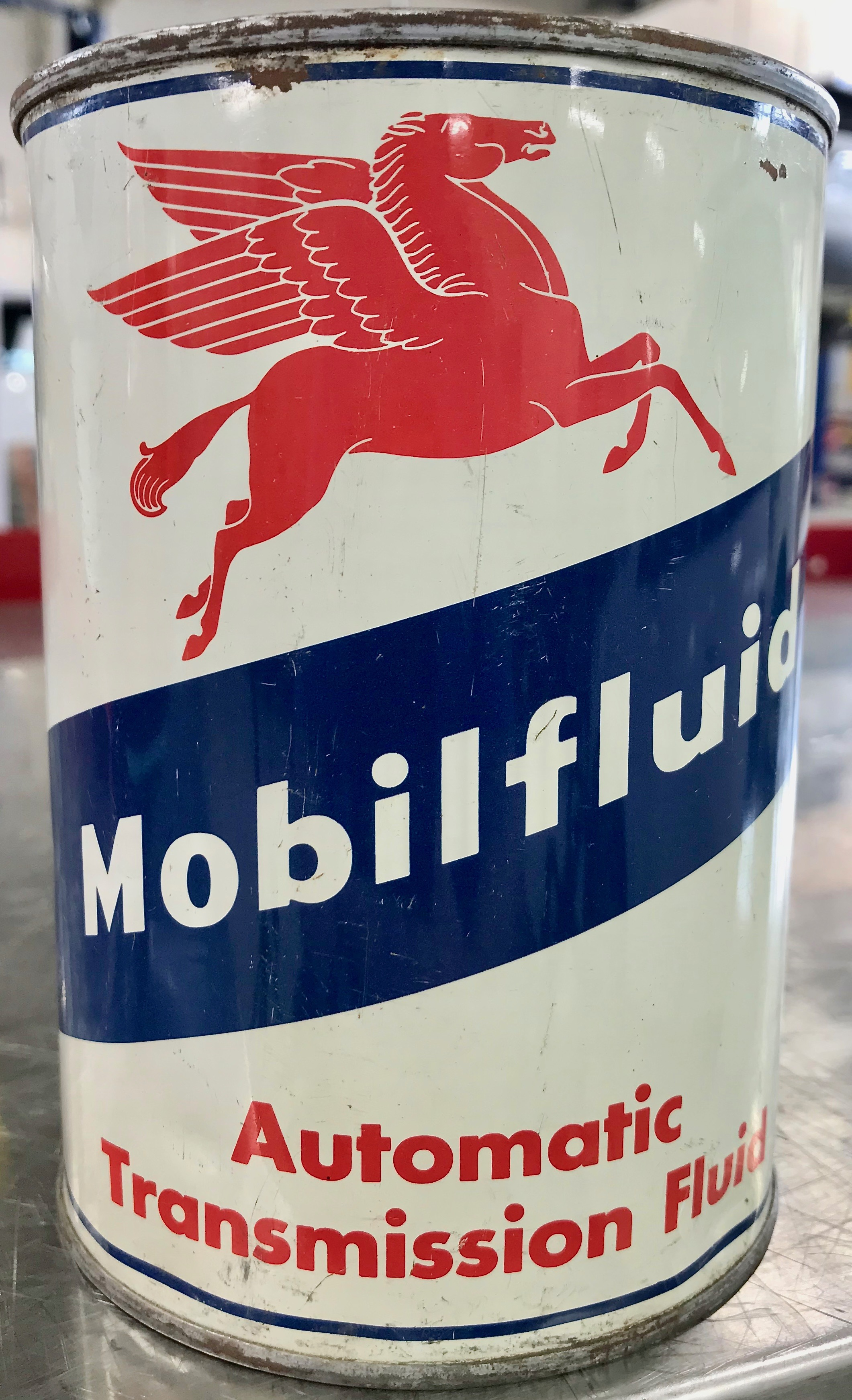
1963–1966 GM Freigegebenes Mobilfluid ATF Type "A" Suffix "A"

Das K4A 025 erfordert den Einsatz eines Flüssigkeitsgetriebeöls ATF Typ A Suffix A (TASA) mit einer Freigabe nach der Mercedes-Benz Betriebsstoffvorschrift Blatt 236.2. Die Füllmenge liegt je nach Fahrzeugtyp zwischen 4,5 und 5,75 Litern.

## Bedienung
Das Fahrprogramm wird je nach Fahrzeugtyp mit einem Wählhebel an der Lenksäule oder auf dem Mitteltunnel gewählt. Je nach Wählhebelposition lassen sich sechs Fahrprogramme wählen.
| Wählhebel- position | Fahr- programm | Funktion: Fahrbetrieb                                                           | Motor starten | Anfahr- gang | Motor- brems- wirkung | automatisch geschaltete Gänge | automatisch geschaltete Gänge | automatisch geschaltete Gänge | automatisch geschaltete Gänge | automatisch geschaltete Gänge | automatisch geschaltete Gänge | automatisch geschaltete Gänge |
| Wählhebel- position | Fahr- programm | Funktion: Fahrbetrieb                                                           | Motor starten | Anfahr- gang | Motor- brems- wirkung | P                             | R                             | N                             | 4                             | 3                             | 2                             | 1                             |
| ------------------- | -------------- | ------------------------------------------------------------------------------- | ------------- | ------------ | --------------------- | ----------------------------- | ----------------------------- | ----------------------------- | ----------------------------- | ----------------------------- | ----------------------------- | ----------------------------- |
|                     |                |                                                                                 |               |              |                       |                               |                               |                               |                               |                               |                               |                               |
| P                   | Parken         | Abtriebswelle durch Sperrklinke blockiert: Abstellen, gegen Wegrollen gesichert | ❶             | —            | —                     | ❶                             |                               |                               |                               |                               |                               |                               |
| R                   | Rückwärts      | Rückwärtsgang: Rückwärtsfahrt                                                   | —             | R            | hoch                  |                               | ❶                             |                               |                               |                               |                               |                               |
| N                   | Null           | Leerlauf: Abstellen, ungesichert, rollbar                                       | ❶             | —            | —                     |                               |                               | ❶                             |                               |                               |                               |                               |
| 4                   | Vorwärts bis 4 | bis 4. Gang: allgemeiner Fahrbetrieb in der Ebene einschließlich Stadtbetrieb   | —             | 2            | schwach               |                               |                               |                               | ❶                             | ❶                             | ❶                             | [ A 4 ]                       |
| 3                   | Vorwärts bis 3 | bis 3. Gang: Bergfahrt, enge Kurvenfahrt                                        | —             | 2            | erhöht                |                               |                               |                               |                               | ❶                             | ❶                             | [ A 4 ]                       |
| 2                   | Vorwärts bis 2 | bis 2. Gang: Rangierbetrieb, Kriechfahrt, Passfahrt, Gespannfahrt               | —             | 1            | hoch                  |                               |                               |                               |                               |                               | ❶                             | ❶                             |
|                     |                |                                                                                 |               |              |                       |                               |                               |                               |                               |                               |                               |                               |
| 1. 2. 3. 4.         |                |                                                                                 |               |              |                       |                               |                               |                               |                               |                               |                               |                               |
|                     |                |                                                                                 |               |              |                       |                               |                               |                               |                               |                               |                               |                               |

## Ausführungen sowie Verwendung

### Ausführungen 1961 und 1965
Das Getriebe wurde in den Fahrzeugbaureihen W 108, W 109, W 110, W 111, W 112, W 113 in zwei Ausführungen eingesetzt. Die Ausführung 1 wurde im Jahre 1965 im Rahmen der Modellpflege in allen Baureihen durch die Ausführung 2 ersetzt. Alle Sechszylinder-Fahrzeuge sind mit einem Getriebeölwärmetauscher ausgestattet. Die Getriebe für den 300 SE hatten eine vergrößerte hydraulische Kupplung.

### Verwendung
| Fahrzeug        | Getriebe-Ausführung | Typenschild   | Schaltschieber- gehäuse | Reglerbezeichnung |
| --------------- | ------------------- | ------------- | ----------------------- | ----------------- |
|                 |                     |               |                         |                   |
| 190c            | 1                   | 190c          | 110                     | ohne              |
| 220b/Sb/SEb     | 1                   | 220b/Sb/SEb   | 111-112                 | ohne              |
| 300 SE          | 1                   | 300 SE        | 111-112                 | ohne              |
| 190 Dc          | 2                   | 190 Dc-E      | W 110 D                 | W 110 D           |
| 200             | 2                   | 190c-E        | W 110 E                 | ohne              |
| 200 D           | 2                   | 190 Dc-E      | W 110 D                 | W 110 D           |
| 220b/Sb/SEb     | 2                   | 220b/Sb/SEb-E | W 111 E                 | ohne              |
| 230             | 2                   | 230-E         | W 111 E                 | ohne              |
| 230 S           | 2                   | 220b/Sb/SEb-E | W 111 E                 | ohne              |
| 230 SL          | 2                   | 230 SL-E      | W 112 E / W 113         | W 112 E / W 113   |
| 250 S           | 2                   | 220b/Sb/SEb-E | W 111 E                 | ohne              |
| 250 SE          | 2                   | 230 SL-E      | W 113                   | W 112 E / W 113   |
| 280 SL          | 2                   | 280 SE        | W 112 E                 | W 112 E / W 113   |
| 300 SEL 2.8     | 2                   | 280 SE        | W 112 E                 | W 112 E / W 113   |
| 300 SE (160 PS) | 2                   | 300 SE-E      | W 112 E                 | ohne              |
| 300 SE (170 PS) | 2                   | 300 SE-EH     | W 112 E                 | W 112 E / W 113   |
| 300 SEb/SEL     | 2                   | 300 SE-EH     | W 112 E                 | W 112 E / W 113   |
|                 |                     |               |                         |                   |
| 1.              |                     |               |                         |                   |
|                 |                     |               |                         |                   |

## Nachfolger sowie Abgrenzung zu anderen Automatikgetrieben von Mercedes-Benz

### 1963: K4B050 als Pilot einer neuen Automatikgetriebe-Generation
Die Fahrzeuge mit dem Motor M 100 wurden mit dem neuen Getriebemodell K4B 050 (ohne Typkennzeichnung) ausgerüstet. Das Radsatzkonzept besteht aus drei hintereinandergeschalteten Planetenradsätzen mit fünf Schaltelementen, welches beim Schalten ohne Gruppenwechsel auskommt und zuverlässiger ist.

### 1967: K4C025 als direkter Nachfolger des K4A025
Im Zuge der umfangreichen Erneuerung der Fahrzeug- und Motorenpalette im Jahre 1967/1968 wurde damit begonnen, das K4A 025 bei allen neuen und aktualisierten Modellen durch das verbesserte Nachfolgemodell K4C 025 (Typ 722.2) zu ersetzen, das auf dem K4B 050 basiert. Im ersten Schritt wurden die neuen Mittelklassemodelle der  Baureihe W 114/W 115 damit ausgeliefert. Die S-Klasse der Baureihen W 108/W 109 folgten 1969. Lediglich im 280 SL (W 113) kam sie bis zum Ende von dessen Bauzeit 1971 zum Einsatz.

### 1969 und 1971: Erweiterung des Automatikgetriebeprogramms
1969 wurde mit Einführung der V8-Zylinder-Motoren der Baureihe M 116 mit 3,5 l Hubraum die Automatikgetriebepalette um das Modell K4A 040 (Typ 722.2) ergänzt, welches eine verstärkte Version des K4C 025 unter vollständiger Beibehaltung der Übersetzungsverhältnisse darstellt.
1971 wurden für den nordamerikanischen Markt V8-Zylinder-Motoren der Baureihe M 117 mit 4,5 l Hubraum zusammen mit dem Dreigangmodell mit Drehmomentwandler W3A 040 (Typ 722.0) vorgestellt, welches vom K4C 025 abgeleitet wurde. Hier konnte auf einen Planetenradsatz verzichtet werden, sodass das Radsatzkonzept aus zwei hintereinandergeschalteten Planetenradsätzen mit fünf Schaltelementen besteht.

## Besonderheiten

### Steuerung und Abmessungen
Das Getriebe arbeitet vollständig mechanisch gesteuert, bis auf das Leerlauf- und Übergassignal völlig ohne elektrische Bauteile, und ist für damalige Verhältnisse (bezogen auf die US-amerikanischen Getriebe) sehr kompakt. Dies war für den Einbau in Fahrzeuge gängiger europäischer Abmessungen auch erforderlich. Das Getriebe verfügte über vier Gänge und wurde aufwändig an den jeweiligen Fahrzeugtyp angepasst.

### Hoher Wirkungsgrad
Das Getriebe hat nicht zuletzt durch die verwendete hydraulische Kupplung und seine Kompaktheit einen hohen Wirkungsgrad und funktioniert auch in einem 190 D erstaunlich alltagstauglich. Das Getriebe wechselt den Gang ohne Zugkraftunterbrechung in 0,2 Sekunden und erlaubt annähernd dieselben Fahrleistungen wie die vergleichbaren Fahrzeuge mit Schaltgetriebe, ohne nennenswerten Mehrverbrauch. Im Mai 1966 wurde das 100.000. K4A 025 fertiggestellt und bereits 23 % der Mercedes-Benz Pkw mit automatischem DB-Getriebe ausgeliefert.

### Zwei Ölpumpen
Eine Besonderheit ist die Konstruktion mit zwei Ölpumpen, eine auf der Krafteingangsseite (Primärpumpe) und eine am Kraftabtrieb (Sekundärpumpe). Da die Sekundärpumpe über die Kardanwelle angetrieben wird, baut das Getriebe beim Ab- oder Anschleppen Öldruck auf und ermöglicht ein problemloses Abschleppen eines liegengebliebenen Fahrzeugs. Auch das Anschleppen wegen z. B. einer leeren Batterie wurde damit bei einem automatischen Getriebe möglich.

## Kritik

### Hoher Wartungsaufwand
Das Getriebe muss regelmäßig gewartet und nach einer etwaigen Reparatur am Fahrzeug eingestellt und eingemessen werden. Nicht spezialisierte Werkstätten waren mit der Wartung und Fehlerbehebung oft überfordert. Die Folge mangelnder Wartung und unsachgemäßer Reparaturversuche waren Probleme im Schaltablauf, nebst Knallen und Schlagen im gesamten Antriebsstrang und daraus resultierend auch Schäden, was dem Getriebe den unrühmlichen Spitznamen "Ruck-O-Matic" einbrachte. In der Praxis liegen die Probleme häufig in einer vernachlässigten Peripherie (Doppelhubmagnet verstellt, verschlissen, fest, Kabel lose), der Vakuumsteuerung (Modulierdruckmembran verhärtet, Vakuumdose verstellt, Kapillare verstopft) oder verschmutztem Öl.

### Anfahrschwäche
Das Getriebe fährt standardmäßig im 2. Gang an, was in Kombination mit der hydraulischen Kupplung statt eines Drehmomentwandlers zu einer leichten Anfahrschwäche führt. Will man z. B. an einer unübersichtlichen Einmündung schnell anfahren, so muss man das Getriebe manuell in den ersten Gang bringen oder per Übergas den ersten Gang mobilisieren. Das Nachfolgemodell K4C 025 ist etwas wartungsfreundlicher und fährt standardmäßig im 1. Gang an.

### Problem Gruppenwechsel: konstruktionsbedingt anfälliger Schaltkomfort
Die Getriebekonstruktion erweist sich insbesondere für den Wechsel vom 2. in den 3. Gang (und umgekehrt) als unbefriedigend, da jener einen Gruppenwechsel erfordert, also alle Servoglieder gleichzeitig öffnen oder schließen müssen, um einen sanften Gangwechsel zu ermöglichen. Bereits kleine Abweichungen in den Toleranzen der Schaltglieder verschlechtern den Schaltkomfort spürbar.